# Paint Drying
Paint Drying (tradus literal Vopsea uscându-se) este un film experimental britanic de protest lansat în 2023, produs, regizat și filmat de Charlie Shackleton⁠(d). El a creat filmul în 2016 pentru a protesta împotriva cenzurii cinematografice din Regatul Unit⁠(d) și împotriva costurilor uneori prohibitive pentru cineaștii independenți, impuse de obligativitatea de clasificare din partea British Board of Film Classification (BBFC). Filmul durează 607 minute (10 ore și 7 minute) și are o singură secvență statică cu un zid de cărămidă pe care se usucă vopseaua⁠(d). Shackleton a făcut filmul pentru a obliga comisia BBFC să stea să vizioneze toate cele zece ore pentru a acorda filmului o clasificare pentru vârstele spectatorilor. El filmase inițial 14 ore vopseaua uscându-se, la rezoluție 4K, și a deschis o campanie pe Kickstarter pentru a putea plăti tariful pe minut practicat de BBFC. El a strâns 5.936 de lire de la 686 de susținători. După vizionarea filmului, BBFC l-a evaluat cu „U” pentru „Universal”, ceea ce arată că nu conține „niciun material care ar putea să ofenseze sau să dăuneze”. Paint Drying a avut prima proiecție publică⁠(d) la Galeria de Artă și Galeria de Artă Modernă a Queenslandului⁠(d) din Brisbane, Australia, în perioada 10–29 noiembrie 2023, ca parte a expoziției de film Cinema Obstructed, pentru care Shackleton a fost unul din custozi.

## Rezumat
Filmul Paint Drying este non-narativ⁠(d), și constă din 607 minute (10 ore și 7 minute) de vedere statică a vopselei albe uscându-se pe un perete de cărămidă. Întregul film este o singură secvență continuă⁠(d) și nu are coloană sonoră. Acesta își primește titlul de la expresia din limba engleză like watching paint dry (tradusă literal „ca și cum ai urmări cum se usucă vopseaua”), care se referă la urmărirea unei activități extrem de plictisitoare.

## Productie

### Context și concepție
Charlie Shackleton⁠(d) (cunoscut până în 2019 sub numele de Charlie Lyne) este un regizor independent britanic. El a scris, regizat și produs mai multe filme independente, cum ar fi filmele documentare în stil eseu Beyond Clueless⁠(d) (2014) — debutul său în regie — și Fear Itself⁠(d) (2015). British Board of Film Classification (BBFC) este autoritatea responsabilă de clasificarea și cenzurarea⁠(d) națională a filmelor prezentate în cinematografe și a operelor video lansate pe suport fizic în Regatul Unit. Toți realizatorii care doresc să lanseze un film în cinematografele britanice trebuie să primească un rating de la BBFC sau un document de scutire de la autoritățile locale⁠(d). În 2015, taxa pentru revizuirea unui film de către BBPFC era de 101,50 lire sterline plus 7,09 lire sterline pe minut de rulare.
Paint Drying este un protest atât împotriva cenzurii filmelor în Regatul Unit⁠(d), cât și împotriva costului nedrept pentru realizatorii de film independenți impus de cerința obligatorie de clasificare de către BBFC. Potrivit lui Shackleton, „acest proiect [Paint Drying] este punctul culminant al unui deceniu în care m-am tot plâns de BBFC, un deceniu care a început când aveam 13 ani”. Shackleton afirmă că dezgustul său față de BBFC a început când a citit secțiunea de trivia de pe IMDb pentru filmul Fight Club din 1999 și și-a dat seama că versiunea pe care o văzuse fusese cenzurată de BBFC prin tăierea a șase secunde pentru a „reduce sentimentul plăcerii sadice de a provoca violență”. Shackleton a fost consternat, declarând „dacă cenzurăm arta pe baza că cineva undeva ar putea fi rănit de ea, vom rămâne fără vreun fel de artă. Ar trebui să fie interzis „Albumul Alb⁠(d)” pentru că Charlie Manson a folosit „Helter Skelter⁠(d)” pentru a justifica crime⁠(d)?”

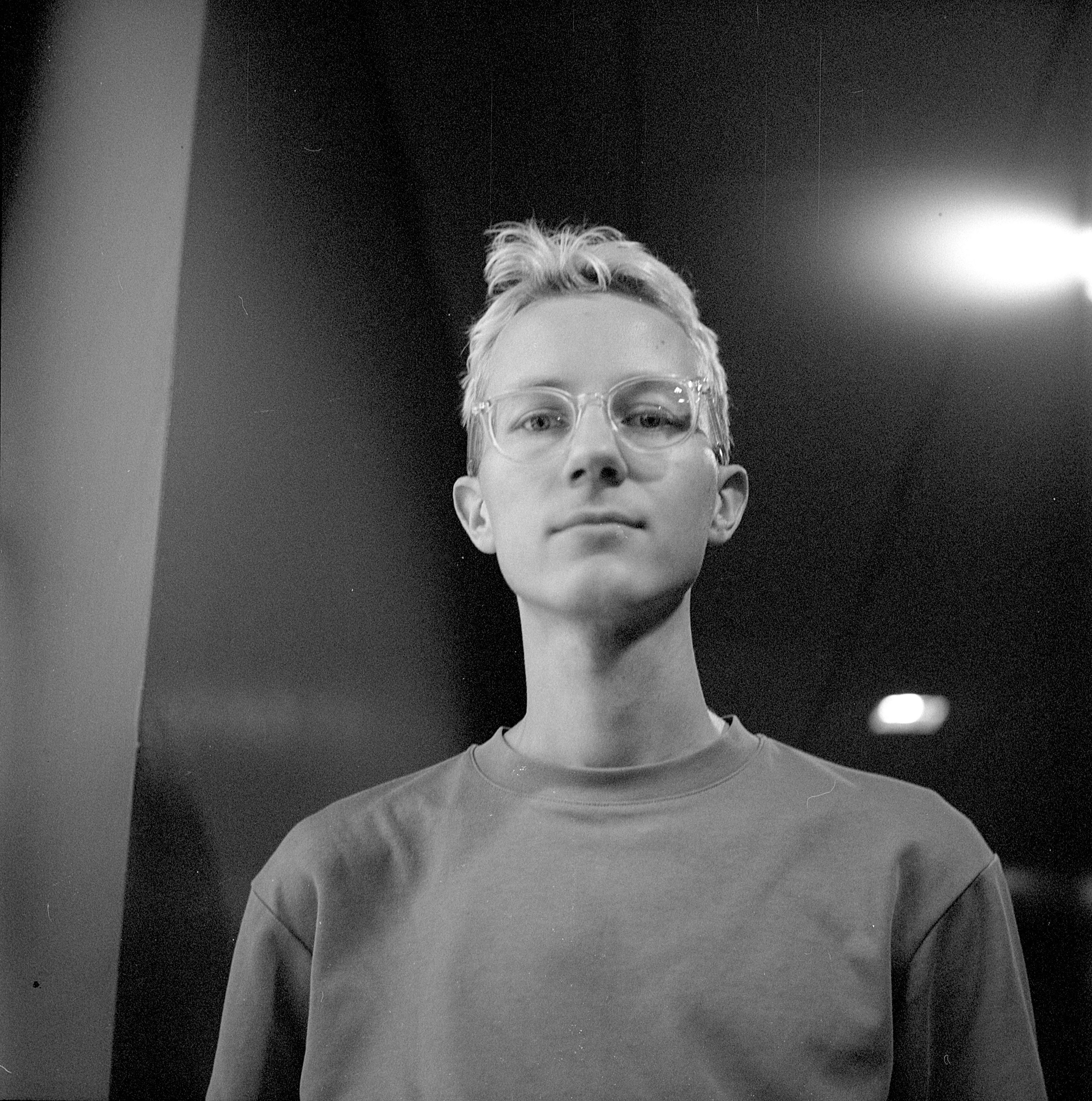
Shackleton în 2022

În semn de protest față de tariful pe minut practicat de BBFC pentru clasificările filmelor, Shackleton a declarat că costul mediu al unei clasificări pentru vârste pentru regizorii independenți putea depăși 1.000 de lire sterline, ceea ce putea însemna o povară financiară grea pentru majoritatea regizorilor independenți. Potrivit lui Shackleton, certificatul BBFC pentru filmul său de debut auto-distribuit, Beyond Clueless, a costat 867,60 lire sterline, adică aproximativ cincizeci la sută din bugetul total de distribuție al filmului. Shackleton a declarat că știa de mai multe lansări cinematografice planificate de regizori independenți care au trebuit să fie abandonate deoarece costul era prea mare, adăugând că acest lucru i se pare „îngrozitor pentru cultura cinematografică britanică”. El a conceput ideea de a face un film despre uscarea vopselei în timp ce era la evenimentul unui cineast la BBFC în 2015. El se aștepta să vadă conflicte între examinatorii BBFC și realizatorii de film vizitatori, dar a fost surprins să vadă că nu există niciun dezacord; Shackleton a adăugat că, dimpotrivă, mulți dintre realizatorii participanți păreau să susțină BBFC. El i-a dezaprobat și pe examinatorii care discutau despre cenzura anumitor filme și despre rațiunea din spatele unei astfel de acțiuni.

### Filmarea, montajul și campania de pe Kickstarter

Paint Drying a fost realizat pentru a forța British Board of Film Classification (BBFC) să vizioneze toate cele zece ore pentru a acorda filmului o clasificare pe vârste.

Shackleton a filmat inițial 14 ore de filmare cu vopsea albă uscându-se la rezoluție 4K. El a ales culoarea albă pentru că are „un șarm [ce amintește] de Tom Sawyer”. Nu a fost dezvăluită locația zidului zugrăvit. Pe 16 noiembrie 2015, Shackleton a deschis o campanie pe Kickstarter pentru ca durata filmului să fie cât mai lungă posibil. Fondurile strânse urmau să fie folosite pentru clasificarea pe vârste, durata finală a filmului fiind determinată de suma de bani strânsă din campanie. Până în 18 noiembrie se strânseseră 961 de lire sterline – cât pentru 2 ore și 1 minut de filmare – și o persoană neafiliată campaniei a creat un site web care urmărea în timp real cât timp va dura Paint Drying. Până pe 20 noiembrie, filmul a strâns 3147 de lire sterline, ceea ce echivala cu peste șapte ore de filmare. Până pe 23 noiembrie, Paint Drying a atins 4000 de lire sterline. Shackleton a declarat că dacă în campania Kickstarter se strâng mai mult de 6057 de lire sterline (adică 14 ore de filmare), el ar filma și mai mult, dar în cele din urmă acest lucru nu s-a întâmplat.
Shackleton a declarat pentru The Daily Telegraph că spera că finanțarea participativă a unei clasificări BBFC pentru film va demonstra cât de mulți oameni sunt îngrijorați de cenzura filmelor în Regatul Unit, adăugând că perspectiva de a-i determina pe examinatorii BBFC să se uite cum se usucă vopseaua este plină de umor. Shackleton a recunoscut că Paint Drying nu va avea probabil un impact mare asupra cenzurii filmelor în Regatul Unit, dar spera totuși că va încuraja oamenii să dezbată practicile BBFC. El a mai afirmat că lumea accepta BBFC doar din cauza vechimii sale, susținând că dacă s-ar înființa astăzi o organizație similară pentru a cenzura literatura sau muzica, ar exista indignare publică. Campania de pe Kickstarter s-a încheiat la 31 decembrie 2015, după ce a strâns 5936 de lire sterline de la 686 de susținători – echivalent cu 731 de minute (12 ore și 11 minute) de filmare, care a fost scurtată la 10 ore și 7 minute după taxele Kickstarter și taxa pe valoarea adăugată.
Campania a primit donații și de la persoane din afara Regatului Unit, ceea ce l-a surprins pe Shackleton, deoarece credea că doar britanicii înțeleg autoritatea pe care o exercită BBFC. El a concluzionat că cenzura este, din păcate, un „concept destul de universal”. Shackleton a mai declarat că cineaști din întreaga lume, în special din Australia și India, au susținut Paint Drying. În ciuda sugestiilor din partea susținătorilor lui Shackleton de a introduce în secret un penis într-un singur cadru din film, el a decis în cele din urmă să nu facă acest lucru, deoarece considera că așa ceva ar afecta rostul filmului.

## Clasificare
Pachetul Digital Cinema⁠(d) pe care Shackleton l-a trimis la BBFC pentru clasificare avea o dimensiune de 310 gigaocteți. Din cauza duratei filmului, examinatorii BBFC și-au împărțit vizionarea în două sesiuni de-a lungul a două zile consecutive, majoritatea fiind vizionată pe 25 ianuarie. Pentru a coincide cu examinarea, Shackleton a susținut o sesiune de întrebări și răspunsuri „Ask Me Anything” (AMA) pe subredditul R/IAmA⁠(d), în timpul căreia a declarat că el însuși nu a vizionat filmul în întregime. Postarea lui Shackleton a primit sute de comentarii într-o zi și a devenit postarea cea mai activă de pe respectivul subreddit în acea zi. La 26 ianuarie, la revizuirea filmului, BBFC l-a evaluat cu „U” pentru „Universal”, indicând că nu conține „niciun material care ar putea să ofenseze sau să dăuneze”. După ce a primit o copie digitală a certificatului, Shackleton a scris pe Twitter⁠(d) că au fost „5.936 de lire bine cheltuite”.
Ca răspuns la protest, BBFC a spus că va analiza filmul la fel cum procedează cu orice alt dosar depus. Acesta a adăugat că „BBFC este o organizație non-profit care lucrează pentru a proteja copiii împotriva conținutului care ar putea ridica riscuri de vătămare, și pentru a împuternici publicul, în special părinții, să facă alegeri informate de vizionare. Implementează orientări de clasificare care reflectă schimbarea atitudinilor sociale față de conținutul media prin consultare publică și cercetare proactivă.” BBFC a remarcat, de asemenea, că singura sa sursă de venit sunt tarifele pentru serviciile sale. Paint Drying nu este cel mai lung film care a fost evaluat de BBFC – filmul francez Out 1⁠(d) (1971), de 773 de minute (12 ore, 55 de minute) și a fost clasificat de BBFC în 2015. A fost evaluat cu 15 pentru „limbaj foarte dur”.

## Recepție
Deși probabil că filmul nu a avut nicio influență asupra guvernării BBFC, ineditul⁠(d) ideii filmului și argumentele ridicate de Shackleton au fost de atunci discutate frecvent în contextul cenzurii și clasificării filmelor. După ce filmul a fost clasificat pentru prima dată de către BBFC, Clubul AV⁠(d) a spus că „se presupune că va apărea probabil un Director's cut⁠(d) de 14 ore”, iar Gizmodo AU a declarat că încărcarea filmului pe YouTube ar fi un loc ideal pentru ca „strălucirea sa cinematografică” să fie permanent disponibilă pentru oricine să o vizioneze. Revista britanică Dazed⁠(d) a scris că, dacă Shackleton ar fi permis ca Paint Drying să fie prezentat în cinematografe, ar fi fost o modalitate grozavă de a-i juca o farsă⁠(d) partenerului de viață de Ziua Îndrăgostiților. În numărul din septembrie 2016 al revistei Alive⁠(d), DP Sabharwal a numit filmul „un protest nou și inovator”. Într-un editorial⁠(d) din aprilie 2017 din National Post⁠(d) care lăuda munca lui Shackleton, Calum Marsh a declarat că Paint Drying este o comedie și a lăudat dedicarea lui Shackleton în crearea filmului. Marsh a declarat că nu este sigur de meritul lui ca film, dar a declarat că, ca comedie, „este foarte, foarte bun”.
La 1 martie 2016, Paint Drying a făcut obiectul unui eseu video⁠(d) al serialului francez Blow Up⁠(d), difuzat de Arte. În el, prezentatorul Luc Lagier compară pozitiv filmul cu Wavelength⁠(d) (1967), un film structural⁠(d) care constă dintr-un cadru unic care face treptat zoom într-o încăpere. Shackleton a reflectat asupra lui Paint Drying într-un articol pe care l-a scris pentru Vice în aprilie 2017, în care a afirmat că BBFC a rămas neschimbat de la protestul său și „continuă să interzică filme de-a dreptul”. Pe 15 octombrie 2018, Paint Drying a fost prezentată într-un episod din seria P a programului britanic de televiziune QI⁠(d). În 2022, profesoara universitară Arina Pismenny s-a referit la Paint Drying ca un exemplu de artă care era obiectiv plictisitoare, dar interesantă, având în vedere contextul său.
Pe site-ul de catalogare a filmelor sociale Letterboxd⁠(d), Paint Drying are câteva mii de recenzii din partea utilizatorilor, care constau numai în împărtășirea de către utilizatori de informații personale fără legătură cu filmul, cum ar fi experiențe traumatice, evenimente personale și noutăți din viața lor. Tendința a început cu o recenzie din iulie 2020 publicată de utilizator sub pseudonim, iar Shackleton a fost informat despre recenzii de către un prieten și a declarat că îi place foarte mult, spunând că e ca „un al doilea act neașteptat” al lui Paint Drying.

## Lansarea
Deși Shackleton nu avea vreun plan să lanseze filmul în cinematografe (sau de fapt să facă altă proiecție decât cea de la BBFC), el a declarat, pe 25 ianuarie 2016, că era în discuții cu un cinematograf din Londra pentru a putea prezenta filmul. Shackleton intenționa ca acesta să fie urmată de o dezbatere publică privind cenzura filmelor. Mai târziu, el a adăugat că „ar fi nevoie de ceva pregătiri, [în termeni de] cum să-l proiectezi. Nu îmi pot imagina că mulți oameni ar putea să stea pe toată durata", afirmând că ar trebui să fie prezentat într-un cadru care ar putea permite oamenilor să intre și să iasă din cinematograf. În cele din urmă, discuțiile nu s-au concretizat, iar Paint Drying a avut prima proiecție publică⁠(d) la Galeria de Artă și Galeria de Artă Modernă a Queenslandului⁠(d) din Brisbane, Australia, în perioada 10–29 noiembrie 2023. A fost proiectat în clădirea Gallery of Modern Art & Cinema⁠(d), ca parte a expoziției de film artistic Cinema Obstructed, la care Shackleton a fost unul din custozi, alături de Robert Hughes, localnic din Australia. În februarie 2024, filmul nu fusese încă lansat în vreun cinematograf și nici nu fusese pus la dispoziția publicului online.